# Vila Real de Santo António
Vila Real de Santo António is een stad en gemeente in het Portugese district Faro.
De gemeente heeft een totale oppervlakte van 62 km² en telde 17.956 inwoners in 2001.
De stad ligt aan de monding van de Guadiana in de Atlantische Oceaan.

## Geboren
- Manuel José (1946), Portugees voetballer en voetbalcoach
- Manuel Amaro (1990), Portugees wielrenner

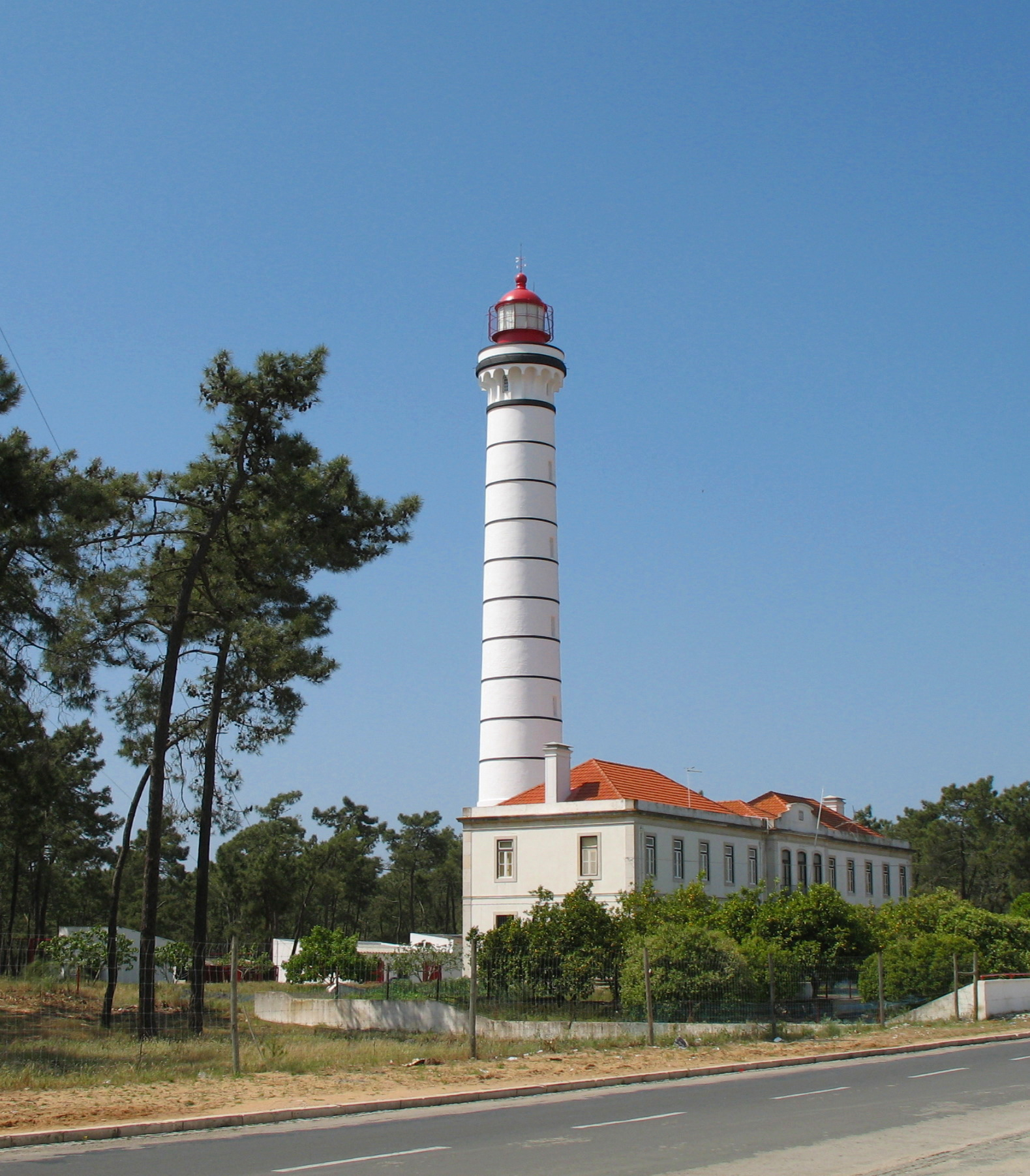
De vuurtoren van Vila Real de Santo António